# Gouvernement Yang I
Inoni Yang II
Le gouvernement Philémon Yang I est en fonction du 30 juin 2009 jusqu'au 8 décembre 2011. Il succède aux gouvernements dirigés par Ephraïm Inoni.
Le gouvernement est composé de 52 ministres dont 11 ministres délégués. Ce gouvernement est le 32e mouvement ministériel du président Paul Biya.

## Premier ministre
| N° | Fonction                                                                   | Prénom(s) & Nom(s) | Parti |
| -- | -------------------------------------------------------------------------- | ------------------ | ----- |
| 1  | Premier ministre                                                           | Philémon Yang      | RDPC  |
| 02 | Vice Premier Ministre, Ministre de l'Agriculture et du développement rural | Jean Nkuete        | RDPC  |
| 03 | Vice Premier Ministre, Ministre de la Justice, garde des Sceaux            | Amadou Ali         | RDPC  |

## Ministres d'État
| N° | Fonction                                                                          | Prénom(s) & Nom(s)  | Parti |
| -- | --------------------------------------------------------------------------------- | ------------------- | ----- |
| 04 | Ministre d'État chargé de l'Administration territoriale et de la décentralisation | Marafa Hamidou Yaya | RDPC  |
| 05 | Ministre d'État, Secrétaire Général à la présidence de la République              | Laurent Esso        | RDPC  |
| 06 | Ministre d'État, Ministre des transports                                          | Bello Bouba Maigari | RDPC  |

## Ministres
| N° | Fonction                                                                 | Prénom(s) & Nom(s)           | Parti |
| -- | ------------------------------------------------------------------------ | ---------------------------- | ----- |
| 09 | Affaires sociales                                                        | Catherine Bakang Mbock       | RDPC  |
| 10 | Commerce                                                                 | Luc Magloire Mbarga Atangana | RDPC  |
| 11 | Communication                                                            | Issa Tchiroma Bakary         | FSNC  |
| 12 | Culture                                                                  | Ama Tutu Muna (de)           | RDPC  |
| 13 | Développement urbain et de l'habitat                                     | Clobert Tchatat              | RDPC  |
| 14 | Domaines et des affaires foncières                                       | Jean-Baptiste Beleoken (en)  | RDPC  |
| 15 | Eau et de l’Énergie                                                      | Michel Ngako Tomdjo          | RDPC  |
| 16 | Économie, de la Planification et de l'aménagement du territoire          | Louis-Paul Motaze            | RDPC  |
| 17 | Éducation de base                                                        | Adidja Alim                  | RDPC  |
| 18 | Elevage, des pêches et des industries animales                           | Aboubakary Sarki             | RDPC  |
| 19 | Emploi et de la formation professionnelle                                | Zacharie Perevet (en)        | RDPC  |
| 20 | Enseignements secondaires                                                | Louis Bapès Bapès            | RDPC  |
| 21 | Enseignement supérieur                                                   | Jacques Fame Ndongo          | RDPC  |
| 22 | Environnement, de la Protection de la Nature et du Développement durable | Pierre Hélé (en)             | RDPC  |
| 23 | Finances                                                                 | Lazare Essimi Menye          | RDPC  |
| 24 | Fonction publique et de la réforme administrative                        | Emmanuel Bonde               | RDPC  |
| 25 | Forêt et de la Faune                                                     | Elvis Ngolle Ngolle          | RDPC  |
| 26 | Jeunesse                                                                 | Adoum Garoua                 | RDPC  |
| 27 | Mines, de l’Industrie et du Développement Technologique                  | Badel Ndanga Ndinga          | RDPC  |
| 28 | Petites et moyennes entreprises, de l'économie sociale et de l'artisanat | Laurent Serge Etoundi Ngoa   | RDPC  |
| 29 | Postes et Télécommunications                                             | Jean Pierre Biyiti bi Essam  | RDPC  |
| 30 | Promotion de la Femme et de la Famille                                   | Marie-Thérèse Abena Ondoa    | RDPC  |
| 31 | Relations Extérieures                                                    | Henri Eyebe Ayissi           | RDPC  |
| 32 | Recherche scientifique et de l'innovation                                | Madeleine Tchuente           | RDPC  |
| 33 | Santé Publique                                                           | André Mama Fouda             | RDPC  |
| 34 | Sports et de l'éducation physique                                        | Michel Zoah                  | RDPC  |
| 35 | Travail et de la sécurité sociale                                        | Robert Nkili                 | RDPC  |
| 36 | Travaux publics                                                          | Bernard Messengue Avom       | RDPC  |
| 37 | Tourisme                                                                 | Baba Hamadou                 | RDPC  |

## Ministres délégués
| N° | Fonction | Prénom(s) & Nom(s)            | Parti |
| -- | --- | ----------------------------- | ----- |
| 07 | à la Présidence chargé de la Défense                                                                              | Edgar Alain Mébé Ngo'o        | RDPC  |
| 08 | à la Présidence chargé du Contrôle supérieur de l'État                                                            | Siegfried David Etame Massoma | RDPC  |
| 44 | à la Présidence chargé des Relations avec les Assemblées                                                          | Grégoire Owona (en)           |       |
| 45 | auprès du Ministre de l'AT et de la Décentralisation, charge des Collectivités Territoriales Décentralisées       | Emmanuel Edou                 | RDPC  |
| 46 | auprès du Ministre de l'Agriculture et du Développement Rural                                                     | Clémentine Ananga Messina     | RDPC  |
| 47 | auprès du Ministre de l’Économie de la Planification et de l'Aménagement du Territoire chargé de la Planification | Abdoulaye Yaouba              | RDPC  |
| 48 | auprès du Ministre de l'Environnement, de la Protection de la Nature et du Développement durable                  | Nana Aboubakar Djalloh        | RDPC  |
| 49 | auprès du Ministre des Finances                                                                                   | Pierre Titi                   | RDPC  |
| 50 | auprès du Ministre de la Justice Garde des Sceaux                                                                 | Maurice Kamto                 | RDPC  |
| 51 | auprès du Ministre des relations extérieures chargé des relations avec le Commonwealth                            | Joseph Dion Ngute             | RDPC  |
| 52 | auprès du Ministre des Relations Extérieures Chargé des Relations avec le Monde Islamique                         | Adoum Gargoum                 | RDPC  |

## Ministres Chargés de mission
| N° | Fonction                         | Prénom(s) & Nom(s)          | Parti |
| -- | -------------------------------- | --------------------------- | ----- |
| 38 | à la Présidence de la République | Hamadou Moustapha           | ANDP  |
| 39 | à la Présidence de la République | Mengot Victor Arrey Nkongho | RDPC  |
| 40 | à la Présidence de la République | Paul Atanga Nji             | RDPC  |
| 41 | à la Présidence de la République | René Emmanuel Sadi          | RDPC  |

## Secrétaires d’État auprès d'un ministre
| N° | Fonction                                                                                     | Prénom(s) & Nom(s)        | Parti |
| -- | -------------------------------------------------------------------------------------------- | ------------------------- | ----- |
| 01 | auprès du ministre de la Défense chargé de la Gendarmerie nationale                          | Jean Baptiste Bokam       | RDPC  |
| 02 | auprès du ministre de l’Éducation de Base                                                    | André Manga Ewolo         | RDPC  |
| 03 | auprès du Ministre des Enseignements Secondaires                                             | Mounouna Foutsou          | RDPC  |
| 04 | aux forêts et à la faune                                                                     | Joseph Roland Matta       | RDPC  |
| 05 | auprès du Ministre de la Justice, Garde des Sceaux, chargé de l'Administration pénitentiaire | Ngafeeson Emmanuel Bantar | RDPC  |
| 06 | auprès du ministre de l'Industrie, des Mines et du Développement Technologique               | Fuh Calistus Gentry       | RDPC  |
| 07 | à la Santé publique                                                                          | Alim Garga Hayatou        | RDPC  |
| 08 | aux Transports                                                                               | Mefiro Oumarou            | RDPC  |
| 09 | aux Travaux publics chargé des routes                                                        | Hans Nyetam Nyetam        | RDPC  |

## Rattaché à la Présidence de la république
| N°                   | Fonction                            | Prénom(s) & Nom(s)      | Parti |
| -------------------- | ----------------------------------- | ----------------------- | ----- |
| Secrétariat Général  |                                     |                         |       |
| 01/05                | Ministre Secrétaire Général         | Laurent Esso            | RDPC  |
| 02/42                | Ministre Secrétaire Général Adjoint | Peter Agbor Tabi        | RDPC  |
| 03/43                | Ministre Secrétaire Général Adjoint | Séraphin Magloire Fouda | RDPC  |
| Cabinet Civil        |                                     |                         |       |
| 04                   | Directeur du Cabinet Civil          |                         | RDPC  |
| 05                   | Directeur Adjoint du Cabinet Civil  |                         | RDPC  |
| Conseillers Spéciaux |                                     |                         |       |
| 06                   | Conseiller Spécial                  |                         | RDPC  |
| 07                   | Conseiller Spécial                  |                         | RDPC  |
| 08                   | Conseiller Spécial                  |                         | RDPC  |